# Ставки (Ровненская область)
Ставки (укр. Ставки) — село в Городокской сельской общине Ровненского района Ровненской области Украины.
Население по переписи 2001 года составляло 500 человек. Почтовый индекс — 35307. Телефонный код — 362. Код КОАТУУ — 5624687402.